# Bodo Niggemann
Bodo Niggemann (* 9. Juli 1951 in Adelaide) ist ein deutscher Arzt für Kinder- und Jugendmedizin. Er war im Bereich der Allergologie und Pneumologie tätig.

## Ausbildung und Beruf
Niggemann besuchte das Ernst-Schlee-Gymnasium in Hamburg, an dem er 1971 das Abitur ablegte. Danach studierte er zwei Semester Rechtswissenschaft in Hamburg. 1973 bis 1974 leistete er Zivildienst in der Privatklinik Guth in Hamburg. Anschließend studierte er von 1975 bis 1981 Medizin an den Universitäten Hamburg und Heidelberg. 1981 promovierte er in Heidelberg über das Thema Nierentransplantation bei Kindern.
Anschließend war Niggemann wissenschaftlicher Assistent in der Toxikologie an der medizinischen Hochschule Hannover. 1983 wechselte er an das Universitätsklinikum Hamburg-Eppendorf und begann seine Facharztausbildung in der Kinderheilkunde. Im Jahr 1984 hospitierte er zwischenzeitlich in Magdeburg und Dresden. 1989 erwarb Niggemann die Anerkennung zum Facharzt für Kinderheilkunde. Von 1990 bis 2007 war er als Oberarzt an der Charité Berlin im Bereich der Pädiatrischen Pneumologie und Allergologie tätig. 1990 hospitierte er zum Erlernen der starren Bronchoskopie in Budapest. 1995 habilitierte er sich und wurde zum Privatdozenten an der Humboldt-Universität zu Berlin ernannt. Der Titel seiner Habilitationsschrift lautete Untersuchung zur Wertigkeit zellspezifischer Entzündungsmediatoren für ein Monitoring allergisch und bakteriell induzierter Entzündungen in vivo. 2001 erfolgte die Ernennung zum außerplanmäßigen Professor.
Von 2007 bis 2012 war Niggemann Leiter des Zentrums für Pädiatrische Allergologie und Pneumologie an den DRK-Kliniken Berlin Westend. 2013 kam er zurück an die Charité, arbeitete erst im Allergiezentrum (sowohl in der Kinderklinik als auch in der Hautklinik) und war als Hochschullehrer im Modellstudiengang tätig. Von Mai 2014 bis Juni 2017 war Niggemann kommissarischer Direktor der Klinik für Pädiatrie m. S. Pneumologie und Immunologie am Charité-Campus Virchow-Klinikum. 2017 wurde er pensioniert.
Er ist Autor einer großen Zahl von wissenschaftlichen Veröffentlichungen.
Niggemann ist verheiratet und hat vier Kinder. Er ist Schlagzeuger in der Ärzteband Echte Ärzte.
Aktuell betätigt sich Niggemann als Künstler, Photograph und Autor.

## Auszeichnungen
- 2001 Albrecht-von-Graefe Preis für Lehre (Charité Universitätsmedizin Berlin)
- 2012 Förderpreis der Gesellschaft für Pädiatrische Allergologie (GPA)[6]
- 2014 Daniel Bovet Award der European Academy of Allergy and Clinical Immunology (EAACI)[7]
- 2014 Ehrenmitgliedschaft der European Academy of Allergy and Clinical Immunology (EAACI)[8]
- 2017 Lucie Adelsberger Medaille der Gesellschaft für Pädiatrische Allergologie und Umweltmedizin (GPA)[9]
- 2017 Ehrenmitgliedschaft der Gesellschaft für Pädiatrische Allergologie und Umweltmedizin (GPA)[10]
- 2018 Ehrenmitgliedschaft der Gesellschaft für Pädiatrische Pneumologie (GPP)[11]

## Publikationen (Bücher)
- mit Ulrich Wahn: Das allergische Kind. Trias, Stuttgart 1994, ISBN 3-89373-242-X.
- mit Hermann Lindemann, Wolfgang Leupold: Lungenfunktionsdiagnostik bei Kindern. Kohlhammer, Stuttgart 1997, ISBN 3-17-012815-9.
- mit Rainer Kehrt, Siegfried Klaue, Ulrich Wahn: Zur Gefährlichkeit von Kleinspielzeug in Verbindung mit Süßigkeiten. Nomos, Baden-Baden 1998, ISBN 3-7890-5579-4.
- mit Ulrich Wahn: Pädiatrische Allergologie auf einen Blick. Uni-med, Bremen 1999; 3. Auflage 2005, ISBN 3-89599-877-X.
- mit Frank Friedrichs: Hyposensibilisierung im Kindes- und Jugendalter. 100 Fragen – 100 Antworten. Wurms & Partner, Tutzing 2008, ISBN 978-3-00-024536-7.
- Zu meinen Füssen. Lotz, Berlin 2012, ISBN 978-3-9815146-1-2.
- Der Alltags-Anankast. Spica Verlag 2021, ISBN 978-3-946732-94-5.
- Heilkunst? Spica Verlag 2022, ISBN 978-3-98503-053-8.
- Lebenssplitter Spica Verlag 2025, ISBN 978-3-9850-3218-1.